# Алиметов, Камиль Шамильевич
Камиль Шамильевич Алиметов (9 декабря 1991 год; Махачкала, Дагестан, Россия) — профессиональный боец смешанного стиля из России, выступающий в легкой весовой категории, лезгин по национальности. Чемпион России по кикбоксингу 2009 года, третий призёр Европы по кикбоксингу 2009 года, чемпион Европы по ММА 2012, чемпион мира по Панкратиону 2013 года,  Чемпион кубка Европы по ММА 2013, чемпион России и мира по панкратиону 2014 года. На 15 октября 2015 года он провел 4 профессиональных боя, одержав четыре победы нокаутом.

## Смешанные единоборства (4-0-0)
| Бой | Результат | Соперник            | Способ                  | Турнир (место проведения)                  | Дата проведения | Раунд | Время | Заметки |
| --- | --------- | ------------------- | ----------------------- | ------------------------------------------ | --------------- | ----- | ----- | ------- |
| 1   | Победа    | Ernis Tagaev        | нокаут (ногой в корпус) | Вале Тудо 3 (Зеленоград, Россия)           | 12.05.2012      | 2     | 1:50  |         |
| 2   | Победа    | Алексей Горбич      | нокаут (рукой в голову) | OFS-2 (Ярославль, Россия)                  | 11.03.2014      | 2     | 2:45  |         |
| 1   | Победа    | Мирзабеков Мирзабек | нокаут (рукой в голову) | European cup MMA (Нижний Новгород, Россия) | 12.05.2012      | 2     | 4:15  |         |